# Daniel W. Gooch

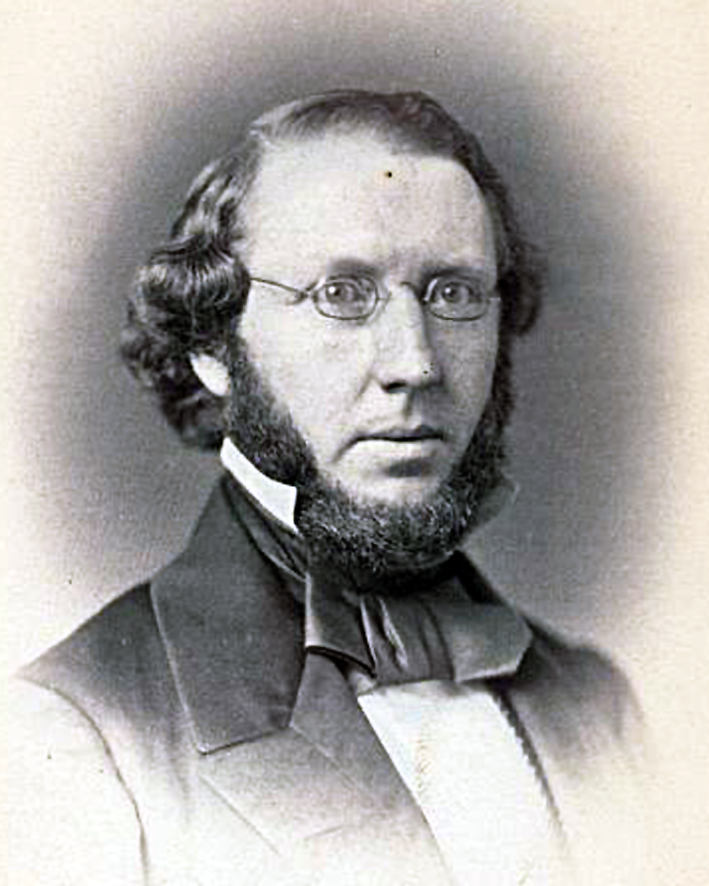
Daniel W. Gooch (1859)

Daniel Wheelwright Gooch (* 8. Januar 1820 in Wells, York County, Maine; † 11. November 1891 in Melrose, Massachusetts) war ein US-amerikanischer Politiker. Zwischen 1858 und 1875 vertrat er zwei Mal den Bundesstaat Massachusetts im US-Repräsentantenhaus.

## Werdegang
Daniel Gooch besuchte die öffentlichen Schulen seiner Heimat, die Phillips Academy in Andover und danach bis 1843 das Dartmouth College in Hanover (New Hampshire). Nach einem anschließenden Jurastudium und seiner 1846 erfolgten Zulassung als Rechtsanwalt begann er in Boston in diesem Beruf zu arbeiten. Gleichzeitig schlug er eine politische Laufbahn ein. 1852 war er Abgeordneter im Repräsentantenhaus von Massachusetts; ein Jahr später nahm er als Delegierter an einer Versammlung zur Revision der Staatsverfassung teil.
Gooch schloss sich der 1854 gegründeten Republikanischen Partei an. Nach dem Rücktritt des Abgeordneten Nathaniel Prentiss Banks wurde er bei der fälligen Nachwahl für den siebten Sitz von Massachusetts als dessen Nachfolger in das US-Repräsentantenhaus in Washington, D.C. gewählt, wo er am 31. Januar 1858 sein neues Mandat antrat. Nach vier Wiederwahlen konnte er bis zu seinem Rücktritt am 1. September 1865 im Kongress verbleiben. Seit 1863 vertrat er den sechsten Wahlbezirk seines Staates. Diese Zeit war von den Ereignissen des Bürgerkrieges geprägt.
In den Jahren 1865 und 1866 arbeitete er bis zu seiner Entlassung durch Präsident Andrew Johnson als Navy Agent im Hafen von Boston. Bei den Kongresswahlen des Jahres 1872 wurde Gooch dann im fünften Distrikt seines Staates erneut in den Kongress gewählt, wo er am 4. März 1873 Benjamin Franklin Butler ablöste. Da er im Jahr 1874 nicht bestätigt wurde, konnte er bis zum 3. März 1875 nur eine weitere Legislaturperiode im US-Repräsentantenhaus absolvieren. Zwischen 1876 und 1886 arbeitete Gooch für die Rentenbehörde in Boston. Außerdem praktizierte er als Anwalt. Überdies befasste er sich mit literarischen Angelegenheiten. Daniel Gooch starb am 11. November 1891 in Melrose.